# قاسم الجاسم
	قاسم جاسم الجاسم لاعب كرة قدم سعودي و يلعب في خط الهجوم في نادي القارة.

## مسيرة اللاعب
لعب سابقاً في نادي الروضة لعدة فترات و نادي الصفا ونادي الصواب ونادي مضر ونادي الهدى ونادي القارة.